# La Salvetat-Saint-Gilles
La Salvetat-Saint-Gilles é uma comuna francesa na região administrativa da Occitânia, no departamento do Alto Garona. Estende-se por uma área de 5.75 km², com 8.397 habitantes, segundo o censo de 2018, com uma densidade de 1.500 hab/km².